# Julia Laggner
Julia Laggner (Windhoek, 17 de abril de 1993) es una jugadora de voleibol de playa namibio-alemana.

## Carrera
Laggner jugó al voleibol de interior en Namibia y Alemania en la tercera división y en la liga regional. En voleibol de playa, jugó con Corinna Wahl en el Campeonato Mundial Sub-21 de 2011 en Halifax y quedó en el puesto 19. En 2013, alcanzó el puesto 25 con Elizabeth Rottcher en el Circuito Mundial de la FIVB en Durban y con Saskia Henchkert en el Campeonato Mundial Sub-21 en Umag. En esa época también disputó sus primeros torneos en Alemania y en 2013 se convirtió en campeona universitaria alemana. En 2015, jugó principalmente con Alicja Leszczyńska y quedó en el puesto 13 en el Smart Beach Tour en Kühlungsborn. En 2016, Caroline Eggert se convirtió en su nueva compañera. En su primer año en la gira alemana, Laggner/Eggert no lograron pasar de la fase de clasificación. En 2017 alcanzaron el puesto 13 en Binz.
En 2018, formó un nuevo dúo con Melanie Höppner. En el Techniker Beach Tour 2018, Höppner/Laggner lograron el noveno y el decimotercer puesto en varios torneos. Además, terminaron en el puesto 13 en los cuatro torneos de playa del Techniker Beach Tour 2019. Con Kim Seebach logró el segundo puesto en los Juegos Africanos de Playa de 2019 en Cabo Verde. Además, Laggner/Seebach fueron nombradas «Equipo del Año» en Namibia ese mismo año.
En los torneos alemanes, jugó con Astrid Munkwitz en 2021 y con Anne Schmitt en 2022. En 2023 alcanzó, también con Munkwitz, el campeonato alemán en Timmendorfer Strand.